# Unida
Unida is een Amerikaanse stonerrockband die werd gevormd na het verlaten van de bands Kyuss en Slo Burn door John Garcia. De band maakt deel uit van de Palm Desert Scene.

## Biografie
De band begon met John Garcia (zang), Arthur Seay (gitaar), Miguel Cancino (drums) en Dave Dinsmore op de basgitaar. Dinsmore werd later vervangen door Scott Reeder die op zijn beurt weer werd vervangen door Eddie Plascencia. Paul Gray die in de band Slipknot speelde nam tijdens live shows enkele keren de bas voor zijn rekening. Gray kende de band omdat Seay de basgitaartechnicus voor Gray was tijdens de tours van Slipknot.
Nadat de band in 2003 uit elkaar ging Garcia verder met zijn band Hermano en de overige bandleden startten de band House Of Broken Promises.
In 2012 maakte de band bekend plannen te hebben bij elkaar te komen. Ze speelde enkele liveshows in Californië. In 2013 deden ze dit in Australië en Nieuw-Zeeland op onder andere het Cherry Rock Festival in Melbourne met de Zweedse band Truckfighters. De line-up bestond uit: John Garcia, Arthur Seay, Miguel Cancino en Owen Seay (de neef van Seay). Ook speelde de band op het Desertfest-festival in Berlijn waar ook de band Dozer optrad, met deze band namen ze eerder een split-cd op.

## Discografie

### Ep's
- 1999: The Best of Wayne-Gro

### Albums
- 1999: Coping with the Urban Coyote
- 2001: The Great Divide